# José Luis Arilla
José Luis Arilla (* 5. März 1941 in Barcelona) ist ein ehemaliger spanischer Tennisspieler.

## Karriere
Arilla konnte bereits in seiner Jugend auf sich aufmerksam machen. So gewann er 1959 mit Earl Buchholz das Juniorendoppel der Australian Championships, die später als Australian Open ausgetragen wurden. Er feierte seine größten Erfolge vor dem Beginn der Open Era. Nach 1968 trat er nur bei wenigen Turnieren an und konnte kein Turnier mehr für sich entscheiden.
Im Einzel erreichte Arilla in den 1960er Jahren bei drei hochklassigen Turnieren auf der iberischen Halbinsel die Finalrunde, bei denen er immer seinem Landsmann Manuel Santana unterlag.
Im Doppel feierte Arilla bis 1968 20 Doppelturniere mit verschiedenen Partnern, beispielsweise gewann er in Hamburg 1964 den Doppeltitel gemeinsam mit Manuel Santana. Im Doppel feierte er außerdem seinen größten Erfolg bei einem Grand-Slam-Turnier, da er 1960 mit Andrés Gimeno das Finale der internationalen französischen Meisterschaften erreichte; hier unterlagen sie dem australischen Doppel Roy Emerson und Neale Fraser.
Zwischen 1959 und 1969 trat Arilla 30 Mal für die spanische Davis-Cup-Mannschaft an. Er gewann 21 von 40 Matches. Sein größter Erfolg war das Erreichen des Weltfinales beim Davis Cup 1965, welches sie gegen die australische Davis-Cup-Mannschaft verloren.
Nach seiner Karriere arbeitete er unter anderem als Fernsehkommentator bei Tennisübertragungen bei einem spanischen TV-Sender.

## Erfolge bei Grand-Slam-Turnieren

### Doppel

#### Finalteilnahmen
| Nr. | Datum        | Turnier                                     | Belag | Partner       | Finalgegner              | Ergebnis            |
| --- | ------------ | ------------------------------------------- | ----- | ------------- | ------------------------ | ------------------- |
| 1.  | 29. Mai 1960 | Internationale französische Meisterschaften | Sand  | Andrés Gimeno | Roy Emerson Neale Fraser | 2:6, 10:8, 5:7, 4:6 |